# Europäischer Pelzfarn
Der Europäische Pelzfarn (Paragymnopteris marantae, Syn.: Notholaena marantae), auch Marantas Pelzfarn oder einfach Pelzfarn genannt, ist eine Pflanzenart aus der Gattung Paragymnopteris innerhalb der Familie der Saumfarngewächse (Pteridaceae).

## Beschreibung
Der Europäische Pelzfarn ist eine ausdauernde Pflanze, die 15 bis 35 Zentimeter hoch wird. Er besitzt ein Rhizom, das kurz kriechend ist, das verzweigt ist und dicht mit rostbraunen, schmal lanzettlichen Spreuschuppen bedeckt ist. Die Wedel sind 10 bis 35 (bis 50) Zentimeter lang; sie sind dicht büschelig zweizeilig gestellt. Der Blattstiel ist etwa so lang oder länger als die Blattspreite; er ist glänzend dunkel rotbraun, zerstreut spreuschuppig, rund und von einem rinnenförmigen Leitbündel durchzogen. Die Blattspreite ist im Umriss lineal-lanzettlich oder länglich-lanzettlich, 2 bis 5 Zentimeter breit und doppelt fiederschnittig. Sie ist oberseits dunkelgrün und unterseits dicht mit erst weißlichen, später kupferroten Spreuschuppen bedeckt. Das Blatt besitzt auf jeder Seite 12 bis 20 Fiedern; sie sind gegenständig, eiförmig bis schmal länglich und die unteren kurz gestielt. Die Sori stehen am kaum verdickten Ende der Adern. Die Sporenreife ist Juni bis Juli.
Die Chromosomenzahl beträgt 2n = 58.

## Vorkommen
Der Europäische Pelzfarn kommt von Mittel- und Südeuropa bis China, im nordwestlichen und im östlichen Afrika, in Makaronesien und auf der Arabischen Halbinsel vor. In Europa hat er Vorkommen in Portugal, Spanien, Frankreich, Korsika, Italien, in der Schweiz, in Österreich, Tschechien, Ungarn, Kroatien, Bosnien-Herzegowina, Montenegro, Kosovo, Serbien, Albanien, Nordmazedonien, Griechenland, Bulgarien, Rumänien und auf der Krim. In Deutschland fehlt die Art. In Mitteleuropa ist sie überall nur eine Seltenheit. In der Schweiz kommt sie nur im Tessin (Centovalli) vor, in Österreich nur in Niederösterreich und in der Steiermark, in Tschechien in Mähren bei Třebíč  und in den Südalpen von Italien.
Er gedeiht an trockenen sonnigen Felsen oder steinigen Abhängen, seltener an Mauern. Vorwiegend kommt er auf Serpentinit vor, seltener auf Porphyr. Er wächst in Gesellschaften des Verbands Serpentingesteinsflur (Asplenion serpentini). Er steigt bei Bozen bis 1020 Meter Meereshöhe auf.
Die ökologischen Zeigerwerte nach Landolt et al. 2010 sind in der Schweiz: Feuchtezahl F = 1+ (trocken), Lichtzahl L = 5 (sehr hell), Reaktionszahl R = 3 (schwach sauer bis neutral), Temperaturzahl T = 4+ (warm-kollin), Nährstoffzahl N = 1 (sehr nährstoffarm), Kontinentalitätszahl K = 4 (subkontinental).

## Taxonomie und Systematik
Der Europäische Pelzfarn wurde 1753 von Carl von Linné in Species Plantarum, Tomus II, S. 1071 als Acrostichum marantae erstbeschrieben. Das Artepitheton ehrt den italienischen Arzt und Botaniker Bartolomeo Maranta (1500–1571), der als Erster diese Art beschrieb. Die Art wurde 1994 von Kung Hsieh Shing in Indian Fern Journal, Band 10, S. 229 als Paragymnopteris marantae (L.) K.H.Shing in die Gattung Paragymnopteris gestellt. Wie viele andere Farne hat er zahlreiche Synonyme: Ceterach marantae (L.) DC., Polystichum marantae (L.) Roth, Cheilanthes marantae (L.) Domin, Cincinalis marantae (L.) Desv., Gymnogramma marantae (L.) Mett., Gymnopteris marantae (L.) Ching, Notholaena marantae (L.) Desv., Paraceterach marantae(L.) R.M.Tryon und Hemionitis marantae (L.) Christenh.
Man kann 2 Unterarten unterscheiden:
- Paragymnopteris marantae subsp. marantae
- Paragymnopteris marantae subsp. subcordata  (Cav.) B.Bock & Boudrie (Syn.: Notholaena marantae subsp. subcordata Kunkel): Sie kommt auf den Kanaren, auf Madeira und auf den Kapverden vor.[2] Nach Euro+Med ist sie aber als Synonym zu Paragymnopteris marantae subsp. marantae zu stellen.[5]